# Bonnie Blue
Bonnie Blue Flag — флаг с белой звездой на синем поле, являлся неофициальным флагом Конфедеративных Штатов Америки в начале гражданской войны. Он появился в 1810 году и с того времени был символом независимости Юга. Также использовался как боевое знамя некоторых подразделений армии Юга и как элемент флага некоторых штатов — например, Техаса.

## Происхождение
В 1810 году жители западной Флориды восстали против Испании и объявили о создании государства Западная Флорида, которое просуществовало 90 дней. 23 сентября 1810 года повстанцы захватили испанский гарнизон в Батон-Руже и подняли свой собственный флаг: с белой звездой на синем фоне. Флаг был сделан Мелиссой Джонсон, женой майора Исаака Джонсона, командира западнофлоридских драгунов. Этот флаг со временем стал на Юге символом независимости.
10 декабря 1836 года Конгресс Техаса одобрил так называемый «Burnet Flag» в качестве государственного флага Республики Техас. Он представлял собой модификацию Bonnie Blue — с жёлтой звездой вместо белой. В 1839 году его заменили на «The Lone Star Flag», в котором Bonnie Blue остался одним из элементов. С 1845 года этот флаг стал официальным флагом штата Техас.
Неофициально в Техасе иногда использовался «Триколор Додсона» — французский триколор с белой звездой на синей полосе.
9 января 1861 года штат Миссисипи официально объявил о своем выходе из США. В этот день Bonnie Blue был поднят на Капитолии штата и таким образом неформально (без официального решения) стал флагом Конфедерации. В то же время Гарри Макарти (1804—1874) написал песню «The Bonnie Blue Flag» на мотив «The Irish Jaunting Car». Эта песня стала неофициальным гимном Конфедерации, конкурируя по популярности с песней «Dixie». В самом Миссисипи флаг в изначальном виде просуществовал всего 17 дней: 26 января 1861 года он был модифицирован, к звезде добавили дерево магнолии.
В марте 1861 был официально принят новый государственный флаг, но Bonnie Blue время от времени использовался. В апреле того года солдаты Южной Каролины использовали его во время сражения за форт Самтер.
Bonnie Blue стал символом сецессии: поскольку с 1818 года белые звёзды на федеральном флаге символизировали штаты, то флаг с одной звездой стал восприниматься как звезда, «забранная обратно» с федерального флага.
- Флаг штата Миссисипи (1861—1894)
- The Burnet Flag
- Флаг Республики Техас
- Современный флаг Северной Каролины
- Флаг Флориды (1861)

## В культуре
В романе Маргарет Митчелл и фильме 1939 года «Унесённые ветром» Ретт Батлер решает назвать свою дочь Бонни Блу Батлер (играет Камми Кинг), замечая, что у неё глаза «Голубые, как флаг Бонни Блу».
В фильме 2003 года «Боги и генералы» присутствует сцена, где артисты исполняют песню «Bonnie Blue flag» с одноимённым флагом в руках.
Рок-музыкант Билли Айдол назвал свою дочь Бонни Блу.